# Fujishiro Seiji
Fujishiro Seiji (japanisch 藤城 清治; * 17. April 1924 in der Präfektur Tokio) ist ein japanischer Schattenbildkünstler. Er ist bekannt als Erfinder der Figur Keroyon, eines grünen Frosches. Er stammt aus Tokio und lebt jetzt dort im Stadtteil Meguro. Er steht unter Vertrag bei der japanischen Talentagentur Horipro. Es gibt zurzeit (Stand: November 2017) sechs Dauerausstellungen seiner Werke in Japan.

## Auszeichnungen
- 1989: Ehrenmedaille am Violetten Band verliehen vom Tennō[1]
- 1995: kleiner Orden der Aufgehenden Sonne mit Rosette[1]